# Марана (Аризона)
Марана (англ. Marana) — місто (англ. town) в США, в округах Піма і Пінал штату Аризона. Населення — 51 908 осіб (2020).

## Географія
Марана розташована за координатами 32°27′55″ пн. ш. 111°8′20″ зх. д. / 32.46528° пн. ш. 111.13889° зх. д. (32.465396, -111.139016). За даними Бюро перепису населення США в 2010 році місто мало площу 316,50 км², з яких 314,60 км² — суходіл та 1,90 км² — водойми.

### Клімат
| Клімат : Марана              | Клімат : Марана | Клімат : Марана | Клімат : Марана | Клімат : Марана | Клімат : Марана | Клімат : Марана | Клімат : Марана | Клімат : Марана | Клімат : Марана | Клімат : Марана | Клімат : Марана | Клімат : Марана | Клімат : Марана |
| Показник                     | Січ.            | Лют.            | Бер.            | Квіт.           | Трав.           | Черв.           | Лип.            | Серп.           | Вер.            | Жовт.           | Лист.           | Груд.           | Рік             |
| Абсолютний максимум, °C      | 30,6            | 32,2            | 36,1            | 40,0            | 42,2            | 46,1            | 45,6            | 45,0            | 42,8            | 41,1            | 35,0            | 31,1            | 46,1            |
| Середній максимум, °C        | 18,9            | 20,6            | 23,9            | 28,3            | 33,3            | 38,3            | 38,3            | 37,2            | 35,6            | 30,0            | 23,9            | 18,9            | 29,0            |
| Середній мінімум, °C         | 3,9             | 5,6             | 7,8             | 11,1            | 16,1            | 20,6            | 23,3            | 22,2            | 20,0            | 13,9            | 7,8             | 3,9             | 13,0            |
| Абсолютний мінімум, °C       | −9,4            | −7,2            | −3,3            | −2,8            | 5,6             | 10,6            | 10,6            | 7,8             | 7,8             | 1,7             | −3,3            | −6,1            | −9,4            |
| Норма опадів, мм             | 26              | 26              | 24              | 9               | 6               | 4               | 53              | 63              | 34              | 22              | 15              | 29              | 310             |
| ---------------------------- | --------------- | --------------- | --------------- | --------------- | --------------- | --------------- | --------------- | --------------- | --------------- | --------------- | --------------- | --------------- | --------------- |
| Джерело: The Weather Channel |                 |                 |                 |                 |                 |                 |                 |                 |                 |                 |                 |                 |                 |

## Історія
Попри те, що це відносно молодий муніципалітет, спільнота має довгу і багату історію, яка налічує понад 4 200 років безперервного перебування людини в Марані та навколишній долині Санта-Крус. Задовго до приходу іспанських конкістадорів і місіонерів в 17-му столітті, територія була заселена народом Хохокам, які розробили великі системи каналів і використовували воду з річки Санта-Крус для зрошення сільськогосподарських культур.
Першим європейцем, що відвідав район Марана був священник-єзуїт, отець Ейсебіо Кіно-Франциско в 1694 році. У 1775 році Хуан Баутіста де Анса, очолив експедицію на північ уздовж річки Санта-Крус, щоб заснувати місто Сан-Франциско. З 1854 року в регіоні активізували свої зусилля старателі, які шукали мінеральні багатства. Золота не було виявлено в достатку, але було знайдено багато покладів міді.
Залізничний транспорт прийшов сюди у 1881 році і призвів до серйозних змін у цій області. Тоді ж на мапах з'явилось слово «Марана», що іспанською означає джунглі, клубок або зарості. Марана став в першу чергу сільськогосподарським центром, виробляючи в основному бавовну, пшеницю, ячмінь, люцерну і пекан.
Під час Другої світової війни в Марані відкрили аеродром (1942—1945), що був найбільшим навчальним центром пілотів у світі протягом Другої світової війни. Пізніше в цьому районі були розташовані частини комплексу балістичних ракетних установок.
У березні 1977 року місто було зареєстровано. Його територія склала близько 10 квадратних миль, а в серпні того ж року 1 500 городян обрали перший склад міської ради. Тепер площа міста складає трохи понад 120 квадратних миль з населенням майже 35 000 мешканців.

## Демографія
Згідно з переписом 2010 року, у місті мешкала 34 961 особа в 13 073 домогосподарствах у складі 9939 родин. Густота населення становила 110 осіб/км². Було 14726 помешкань (47/км²).
Расовий склад населення:
| - 82,0 % — білих - 3,8 % — азіатів - 2,5 % — чорних або афроамериканців - 1,2 % — корінних американців - 0,1 % — вихідців з тихоокеанських островів - 6,7 % — осіб інших рас |

До двох чи більше рас належало 3,7 %. Частка іспаномовних становила 22,1 % від усіх жителів.
За віковим діапазоном населення розподілялося таким чином: 25,6 % — особи молодші 18 років, 59,6 % — особи у віці 18—64 років, 14,8 % — особи у віці 65 років та старші. Медіана віку мешканця становила 37,7 року. На 100 осіб жіночої статі у місті припадало 99,6 чоловіка; на 100 жінок у віці від 18 років та старших — 97,5 чоловіків також старших 18 років.
Середній дохід на одне домашнє господарство становив 88 684 долари США (медіана — 74 438), а середній дохід на одну сім'ю — 95 675 доларів (медіана — 78 634). Медіана доходів становила 63 266 доларів для чоловіків та 43 180 доларів для жінок. За межею бідності перебувало 5,8 % осіб, у тому числі 9,9 % дітей у віці до 18 років та 3,5 % осіб у віці 65 років та старших.
Цивільне працевлаштоване населення становило 16 713 особи. Основні галузі зайнятості: освіта, охорона здоров'я та соціальна допомога — 24,4 %, виробництво — 12,4 %, науковці, спеціалісти, менеджери — 11,1 %, роздрібна торгівля — 10,9 %.